# 帕特里斯·麦克马洪
马里·埃德姆·帕特里斯·莫里斯·德·麦克马洪，馬真塔公爵（法語：Marie Edme Patrice Maurice de Mac-Mahon, Duc de Magenta，1808年7月13日—1893年10月16日），法國軍人，法兰西第三共和国第二任總統（1873年—1879年）。
麦克马洪是詹姆斯黨的愛爾蘭家族後裔，於1827年展開軍旅生涯。他在1855年参加克里米亞戰爭。在1859年作为军长参加義大利馬真塔戰役，此戰勝利後，麦克马洪升任法國元帥，并受封馬真塔公爵（duc de Magenta）。他于1864－1870年間擔任阿爾及利亞總督，随后他又在普法战争中担任指挥官。但因重伤被俘。获释后，担任凡尔赛军队总司令 ，于1871年击败了巴黎公社起义。
1873年，阿道夫·梯也尔辭去總統職務之後，麦克马洪當選總統，史稱“公爵共和”。作為保皇派，他在任內頒布了第三共和國憲法，奠定之後共和國政治體制的基礎。但之後因麦克马洪主張擴大總統職權而發生了憲法危機，共和派1877年取得國民議會的控制權後，麥克馬洪與共和派不合，被迫於1879年辭職下台，由共和派控制的國民議會接管政府。

## 另見
- 亨利·麥克馬洪